# Vitas Gerulaitis
Vitas Kevin Gerulaitis (26. července 1954 Brooklyn, New York – 18. září 1994 Southampton, New York) byl americký profesionální tenista litevského původu.
Třikrát se probojoval do finále grandslamu. V roce 1977 porazil ve finále Australian Open Johna Lloyda, v roce 1979 podlehl ve finále U.S. Open Johnu McEnroemu a v roce 1980 Björnu Borgovi ve finále French Open.
Měl klasické hudební vzdělání ve hře na klavír a rovněž hrál na kytaru. Byl přítelem hudebníka Eddieho Van Halena. V osmdesátých letech měl hrát na albu Caribbean Sunset (vyšlo v lednu 1984, nahráno bylo mnohem dříve) velšského hudebníka Johna Calea, avšak nakonec k tomu nedošlo (podle Calea byl důvodem „zatvrzelý“ zvukař, který se nahrávání účastnil).
Zemřel ve čtyřiceti letech nešťastnou náhodou v hostinském pokoji domu svého známého, na otravu unikajícím plynem.